# プロ・パトリア国民党
母国のための国民党（スペイン語: Partido Nacional Pro-Patria）通称「プロ・パトリア」国民党とは、エルサルバドルに存在した、国家主義・権威主義を掲げた政党である。日本語への直訳では国民愛国党となる。1931年、当時のエルサルバドル指導者マクシミリアーノ・エルナンデス・マルティネス将軍が設立。その目的は、エルナンデス政権下における政策と規律の支持であった。党はエルサルバドル唯一の政党を目して創立され、この党を除いた全政党は禁止となり、選挙における競争は完全に排除された。

## 選挙歴
| 選挙年 | 党候補者                                     | 得票数 | 得票率 | 結果 |
| ------ | -------------------------------------------- | ------ | ------ | ---- |
| 1935年 | マクシミリアーノ・エルナンデス・マルティネス | 非公開 | 100%   | 当選 |
| 1939年 | マクシミリアーノ・エルナンデス・マルティネス | 非公開 | 100%   | 当選 |
| 1944年 | マクシミリアーノ・エルナンデス・マルティネス | 非公開 | 100%   | 当選 |

| 選挙年 | 党首                                         | 得票数  | 得票率 | 議席数  | 前回比 |
| ------ | -------------------------------------------- | ------- | ------ | ------- | ------ |
| 1939年 | マクシミリアーノ・エルナンデス・マルティネス | 210,810 | 100％  | 42 / 42 | 42     |